# Chi Lan kiếm

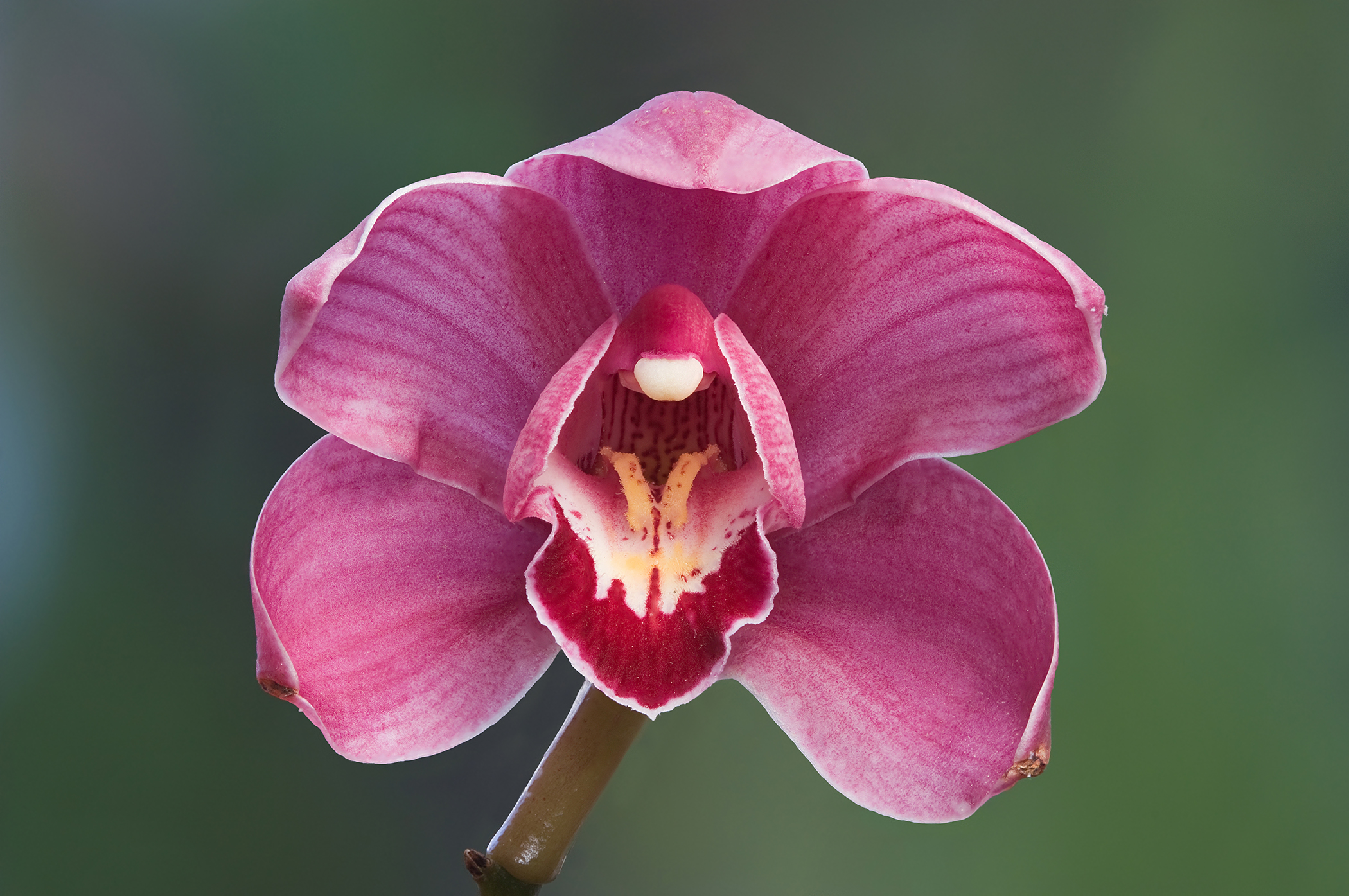
Cymbidium Clarisse 'Best Pink'

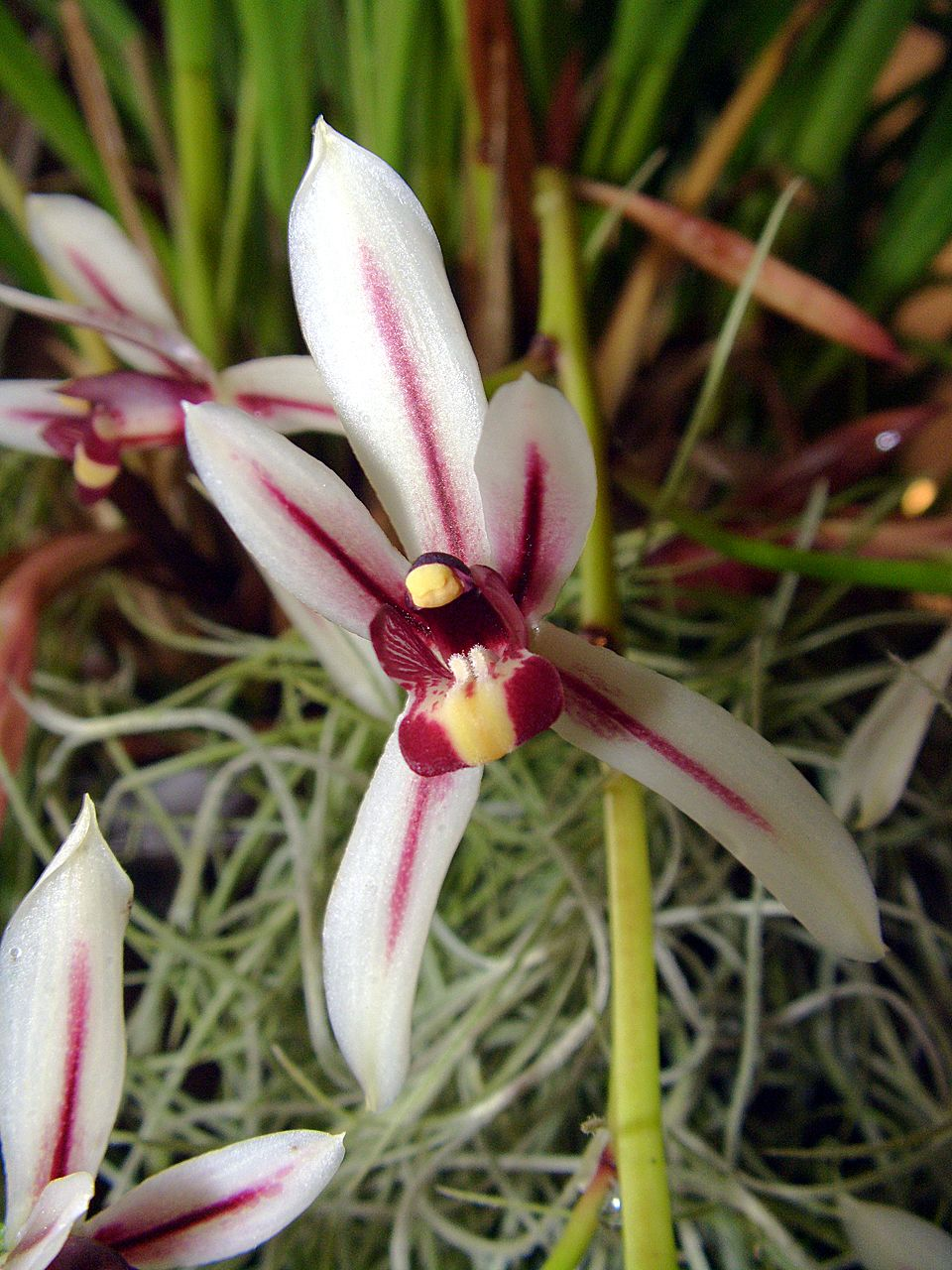
Lan bích ngọc Cymbidium dayanum

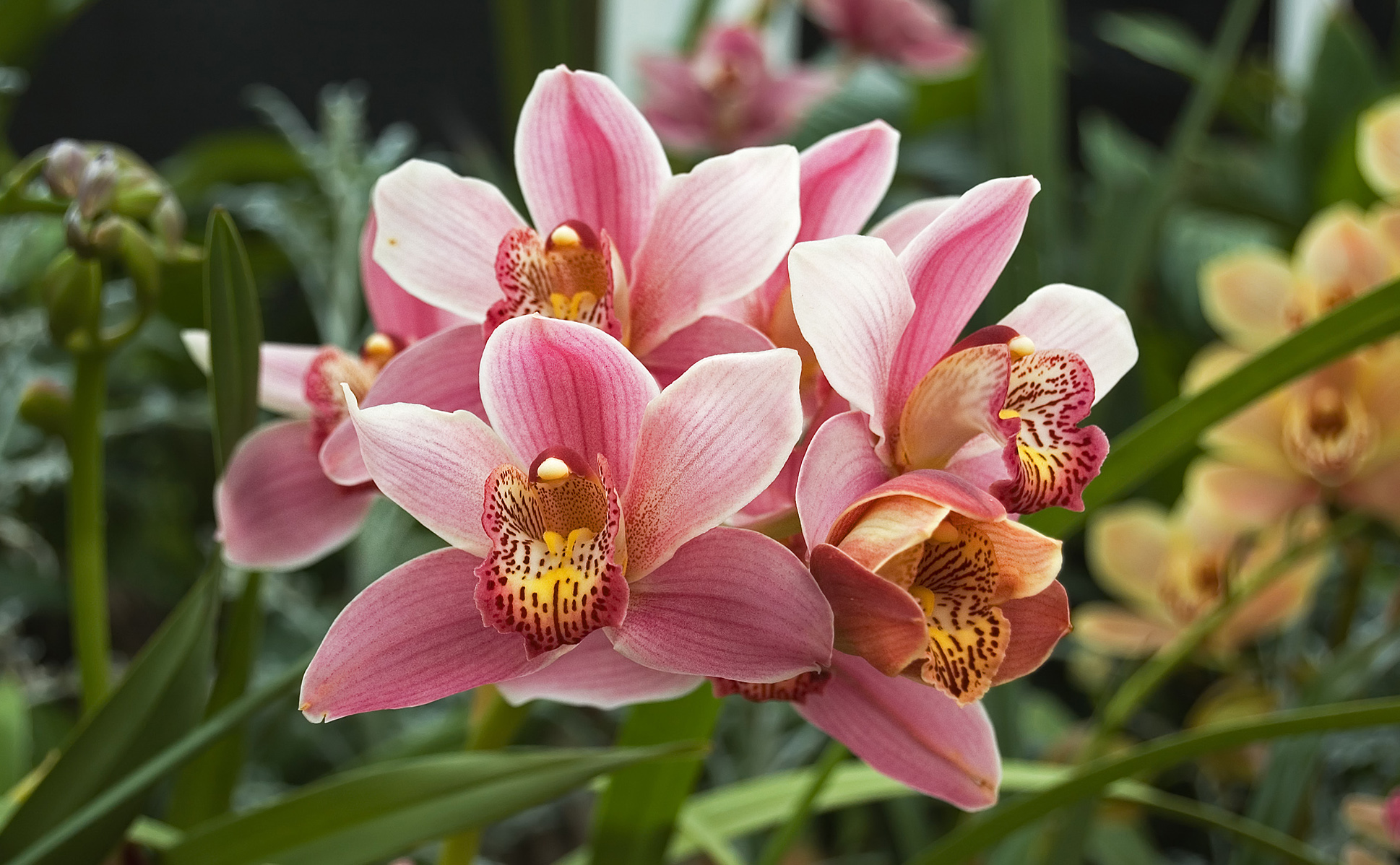
Một loài lan kiếm lai

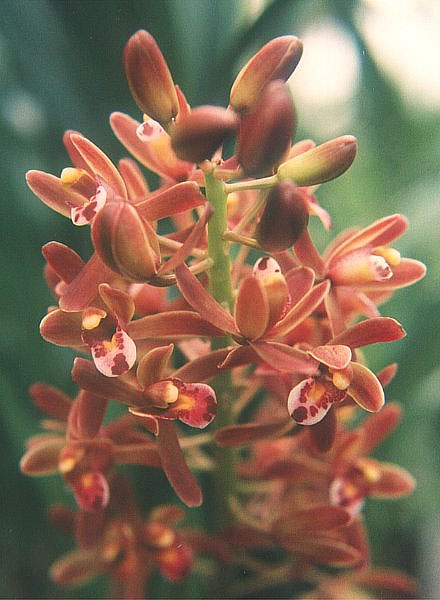
Lan đoản kiếm nhiều hoa
(Cymbidium floribundum)

Chi Lan kiếm (danh pháp khoa học: Cymbidium), còn gọi là Đoản kiếm, Thanh ngọc, thuộc loại Địa Lan hay Thổ Lan, là một chi thực vật gồm 52 loài thuộc họ Lan. Chi này được Olof Swartz mô tả lần đầu vào năm 1799. Tên chi có nguồn gốc từ tiếng Hy Lạp kumbos nghĩa là 'lỗ thủng', dựa theo hình dáng môi hoa. Tên viết tắt của chi này là Cym.. Cymbidium cũng là tên của một liên minh hoa lan gồm các chi Ansellia, Cymbidium, Grammatophyllum thuộc Phân họ Lan biểu sinh bậc cao.

## Phân bố
Chi Lan kiếm phân bố ở châu Á nhiệt đới và cận nhiệt (bắc Ấn Độ, Trung Quốc, Nhật Bản, Malaysia, Philippines, đảo Borneo) và Australia. 

## Các loài
- Cymbidium aestivum Z.J.Liu & S.C.Chen (Vân Nam, Hoa Trung và Hoa Nam)
- Cymbidium aliciae (Philippines)
- Cymbidium aloifolium: Lan kiếm lô hội Aloe-Leafed Cymbidium (từ Himalaya đến tây Malaysia)
- Cymbidium atropurpureum (Nam Thái Lan, tây và trung Malaysia)
- Cymbidium bicolor: Lan đoản kiếm hai màu (Hoa Nam và châu Á nhiệt đới)
  - Cymbidium bicolor subsp. bicolor (nam Ấn Độ, Sri Lanka) Pseudobulb epiphyte
  - Cymbidium bicolor subsp. obtusum (từ Himalaya đến Hoa Nam và Đông Dương). Pseudobulb epiphyte
  - Cymbidium bicolor subsp. pubescens (tây và trung Malaysia)
- Cymbidium borneense (bắc và tây bắc đảo Borneo)
- Cymbidium canaliculatum: (đông và bắc Australia)
- Cymbidium chawalongense (mới phát hiện ở Tây Tạng)
- Cymbidium chloranthum: (tây Malaysia)
- Cymbidium cochleare (đông Himalaya đến Đài Loan)
- Cymbidium concinnum Z.J.Liu & S.C.Chen (Vân Nam, Trung Quốc)
- Cymbidium cyperifolium (từ Himalaya đến Hoa Nam và Philippines)
  - Cymbidium cyperifolium subsp. cyperifolium (từ Himalaya đến Hoa Nam).. Pseudobulb epiphyte
  - Cymbidium cyperifolium subsp. indochinense (Đông Dương, Philippines). Pseudobulb epiphyte
- Cymbidium dayanum: Lan bích ngọc (từ Himalaya đến nam Nhật Bản và Malaysia)
- Cymbidium defoliatum (Trung Quốc)
- Cymbidium devonianum: Lan kiếm gấm ngũ hổ (Nepal đến bắc Thái Lan)
- Cymbidium eburneum: Lan đoản kiếm ngà (Himalaya đến Hải Nam)
- Cymbidium elongatum (tây bắc Borneo)
- Cymbidium elegans (tây nam Trung Quốc)
- Cymbidium ensifolium: Thanh ngọc (Đông Á nhiệt đới)
  - Cymbidium ensifolium subsp. ensifolium: (Đông Dương đến Đông Á). Pseudobulb, epiphyte
  - Cymbidium ensifolium subsp. haematodes (nam Ấn Độ đến New Guinea). Pseudobulb epiphyte
- Cymbidium erythraeum: (Himalaya đến trung nam Trung Quốc)
- Cymbidium erythrostylum: Bạc lan (Việt Nam)
- Cymbidium faberi: (Uttaranchal đến Đài Loan)
  - Cymbidium faberi var. faberi (trung nam Trung Quốc, Đài Loan). Pseudobulb epiphyte
  - Cymbidium faberi var. szechuanicum (Uttaranchal đến SC. Trung Quốc). Pseudobulb epiphyte
- Cymbidium finlaysonianum: (Đông Dương đến Malaysia)
- Cymbidium flavum (Trung Quốc)
- Cymbidium floribundum: Lan đoản kiếm nhiều hoa (nam Trung Quốc, Đài Loan).
- Cymbidium goeringii: (Himalaya đến Đông Á).
  - Cymbidium goeringii subsp. goeringii: (Himalaya đến Đông Á). Pseudobulb epiphyte
    - Cymbidium goeringii subsp. goeringii var. goeringii: (Đông Á) Pseudobulb epiphyte
    - Cymbidium goeringii subsp. goeringii var. formosanum: (Đài Loan) Pseudobulb epiphyte
    - Cymbidium goeringii subsp. goeringii var. forrestii: (tây nam Trung Quốc) Pseudobulb epiphyte

  - Cymbidium goeringii subsp. gracillimum: (Nhật Bản đến nam Trung Quốc). Pseudobulb epiphyte
  - Cymbidium goeringii subsp. longibracteatum (trung nam Trung Quốc). Pseudobulb epiphyte
    - Cymbidium goeringii subsp. longibracteatum var. longibracteatum (trung nam Trung Quốc). Pseudobulb epiphyte
    - Cymbidium goeringii subsp. longibracteatum var. tsukengensis (trung nam Trung Quốc). Pseudobulb epiphyte

  - Cymbidium goeringii subsp. tortisepalum: (trung nam Trung Quốc đến Đài Loan) Pseudobulb epiphyte
    - Cymbidium goeringii subsp. tortisepalum var. tortisepalum (Đài Loan). Pseudobulb epiphyte
    - Cymbidium goeringii subsp. tortisepalum var. lianpan (trung nam Trung Quốc). Pseudobulb epiphyte
- Cymbidium gongshanense (nam Trung Quốc)
- Cymbidium hartinahianum J.B.Comber & Nasution 1977 (bắc Sumatra)
- Cymbidium hookerianum Lan đoản kiếm hooker hay lan kiếm hồng (đông Nepal đến nam Trung Quốc).
- Cymbidium insigne: Lan kiếm hồng lan (bắc Thái Lan đến Hải Nam)
- Cymbidium iridioides: Hoàng lan (Cymbidium iridioides) (Himalaya đến trung nam Trung Quốc)
- Cymbidium kanran: (nam Trung Quốc đến nam Japan)
- Cymbidium lancifolium: Lan kiếm lá giáo (châu Á nhiệt đới và cận nhiệt đới)
  - Cymbidium lancifolium var. lancifolium: (châu Á nhiệt đới và cận nhiệt đới) Pseudobulb epiphyte
  - Cymbidium lancifolium var. papuanum (New Guinea). Pseudobulb epiphyte
- Cymbidium longifolium (Himalaya đến trung nam Trung Quốc)
- Cymbidium lowianum: (Trung Quốc đến bắc Đông Dương)
  - Cymbidium lowianum var. kalawense (Myanmar). Pseudobulb epiphyte
  - Cymbidium lowianum var. lowianum (Trung Quốc đến bắc Đông Dương). Pseudobulb epiphyte
- Cymbidium macrorhizon (bắc Pakistan đến Đông Á).
- Cymbidium madidum: (Queensland đến bắc New South Wales)
- Cymbidium maguanense F.Y. Liu: (Vân Nam, tây nam Trung Quốc)
- Cymbidium mastersii: (đông Himalaya đến Trung Quốc)
- Cymbidium micranthum Z.J.Liu & S.C.Chen (2004) (Vân Nam, trung nam Trung Quốc, châu Á)
- Cymbidium multiradicatum Z.J.Liu & S.C.Chen (Vân Nam)
- Cymbidium munronianum (Đông Himalaya đến Assam)
- Cymbidium nanulum (Trung Quốc (Tứ Xuyên, Quý Châu, Hải Nam))
- Cymbidium omeiense Y.S.Wu & S.C. (Trung Quốc, Tứ Xuyên)
- Cymbidium parishii (nam Myanmar)
- Cymbidium qiubeiense (Trung Quốc)
- Cymbidium rectum (Malaysia, bắc Borneo)
- Cymbidium roseum (tây Malaysia)
- Cymbidium sanderae: (Việt Nam)
- Cymbidium schroederi (trung Việt Nam)
- Cymbidium sigmoideum (tây Malaysia)
- Cymbidium sinense: (Assam đến Nansei-shoto)
- Cymbidium suave: (đông Australia)
- Cymbidium suavissimum (bắc Myanmar)
- Cymbidium tamphianum (nam Việt Nam)
- Cymbidium teretipetiolatum (Trung Quốc)
- Cymbidium tigrinum: (Assam đến Trung Quốc).
- Cymbidium tracyanum: (đông nam Tây Tạng đến Trung Quốc và Đông Dương)
- Cymbidium wenshanense (Trung Quốc đến Việt Nam)
- Cymbidium whiteae (Sikkim)
- Cymbidium wilsonii (Trung Quốc)

## Các loài lai tự nhiên
- Cymbidium × ballianum (= C. eburneum × C. mastersii) (Myanmar)
- Cymbidium × baoshanense (= C. lowianum × C. tigrinum) (trung nam Vân Nam)
- Cymbidium × chiu-lih(?) (= C. lancifolium × C. ensifolium) (Trung Quốc)
- Cymbidium × nishiuchianum (= C. goeringii × C. kanran) (Đài Loan)
- Cymbidium × nishiuchianum (= C. goeringii subsp. goeringii var. formosanum × C. kanran) (Đài Loan)
- Cymbidium × florinda (= C. erythrostylum × C. iridioides. Cyperorchis × florinda) (Việt Nam)
- Cymbidium × gammieanum (= C. elegans × C. erythraeum. Cyperorchis × gammieana) (Nepal đến Sikkim)
- Cymbidium × glebelandensis (= C. insigne × C. schroederi) (Việt Nam)
- Cymbidium × jy-shiang(?) (= C. lancifolium × C. sinense) (Trung Quốc)
- Cymbidium × rosefieldense (= C. hookerianum × C. tracyanum. Cyperorchis × rosefieldensis) (Việt Nam)
- Cymbidium × woodlandense (= C. mastersii × C. tracyanum. Cyperorchis × woodlandensis) (Myanmar)

## Lan kiếm châu Á
Chủ yếu gồm 5 loài lan kiếm phân bố khắp Đông Á, gồm Trung Quốc, Triều Tiên, Nhật Bản, Ấn Độ, Thái Lan và Việt Nam. :
- Cymbidium sinense
- Cymbidium ensifolium
- Cymbidium kanran
- Cymbidium goeringii
- Cymbidium faberi

## Bệnh dịch
Lan kiếm dễ bị bệnh khảm do virus khảm thuốc lá và potexvirus khảm lan kiếm.